# Frontière entre le New Jersey et l'État de New York

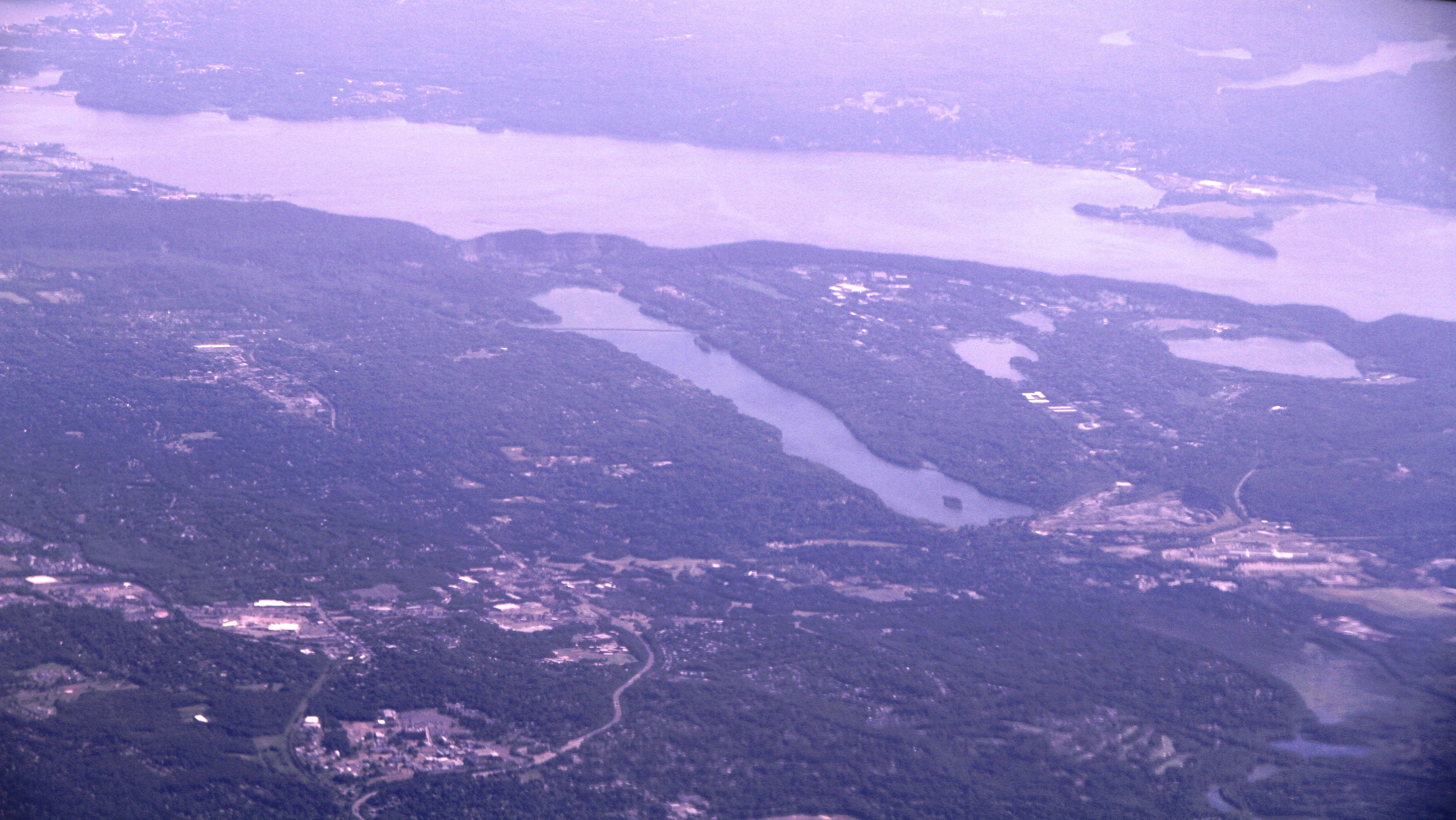
Vue aérienne de l'Hudson qui sépare le New Jersey de l'État de New York.

La frontière entre le New Jersey et l'État de New York est une frontière intérieure des États-Unis délimitant les territoires de la New Jersey au sud et l'État de New York au nord.
Son tracé rectiligne part du fleuve Delaware au sud de Port Jervis jusqu'au sud de l'Observatoire Lamont-Doherty situé près des rives du fleuve Hudson qui marque la limite entre les deux États jusqu'à la Upper New York Bay, frontière qui emprunte ensuite le Arthur Kill (et traverse notamment la Shooters Island) jusqu'à la Raritan Bay donnant l'océan Atlantique.

## Historique

### New Jersey v. New York(1998)
L'affaire New Jersey v. New York entraîne une redéfinition de la frontière entre les deux États au niveau d'Ellis Island.